# Sesto Anicio Fausto Paolino
Sesto Anicio Fausto Paolino (in latino Sextus Anicius Faustus Paulinus; fl. 325-333) è stato un politico romano di età imperiale.

## Biografia
Appartenente alla gens Anicia, suo padre era probabilmente Anicio Fausto, suo fratello Amnio Anicio Giuliano (console del 322). Anicio Paolino era probabilmente suo figlio o suo nipote. Va forse identificato con quell'Anicio che fu il primo senatore di gran nobiltà a convertirsi pubblicamente al Cristianesimo.
Proconsole d'Africa, nel 325 divenne console prior con Giulio Giuliano; tra il 331 e il 333 tenne l'importante carica di praefectus urbi di Roma.